# Ligne de Montbozon à Lure
La ligne de Montbozon à Lure est une ligne ferroviaire française à écartement standard et à voie unique de la région Franche-Comté. Elle a été ouverte en 1896 et reliait les lignes de Paris-Est à Mulhouse-Ville et de Besançon-Viotte à Vesoul.
Elle constitue la ligne 857 000 du réseau ferré national (ligne 283 de l'ancien réseau est).

## Histoire
La loi du 17 juillet 1879 (dite plan Freycinet) portant classement de 181 lignes de chemin de fer dans le réseau des chemins de fer d’intérêt général retient en n° 31, une ligne de « Lure à Loulans-les-Forges, par Villersexel ».
L'enquête sur le chemin de fer de Lure à Loulans a été ouverte du 11 septembre au 11 octobre 1882.
La ligne est concédée à titre éventuel à la Compagnie des chemins de fer de Paris à Lyon et à la Méditerranée par une convention signée entre le ministre des Travaux publics et la compagnie le 26 mai 1883. Cette convention est approuvée par une loi le 20 novembre suivant. La ligne est déclarée d'utilité publique par une loi le 15 juillet 1885 qui rend la concession définitive.
L'inauguration de la ligne eut lieu le 8 novembre 1896. A 7h12, un train spécial pour emmener les invités partit de Besançon. A 8h12, les personnages officiels furent reçus à Montbozon. Le train d'inauguration était attendu pour 11h00 à Rougemont (Doubs) pour un grand banquet. A 1h00 départ pour Villersexel pour l'inauguration des monuments élevés aux soldats morts pour la patrie. A 4h00, départ de Villersexel. A 5h00, arrivée à Lure où un grand banquet avait lieu.
Ouverte le 3 novembre 1896 en voie unique, elle a été fermée au trafic voyageurs en 29 mai 1940 et aux marchandises le 31 mai 1987 ,.
- La gare de Lure était ouverte aux services complets de la grande et de la petite vitesse. Elle délivrait les billets aller et retour dans un rayon de 100 km. Toutes les autres gares et stations étaient ouvertes aux mêmes services, à l'exclusion des chevaux chargés dans des wagons-écuries ouvrant en bout et des voitures à quatre roues, à deux fonds et deux banquettes dans l'intérieur, omnibus, diligence, etc.[9]

Trois trains montants et trois trains descendants desservaient ces gares et stations.
Les horaires des trains étaient les suivants :

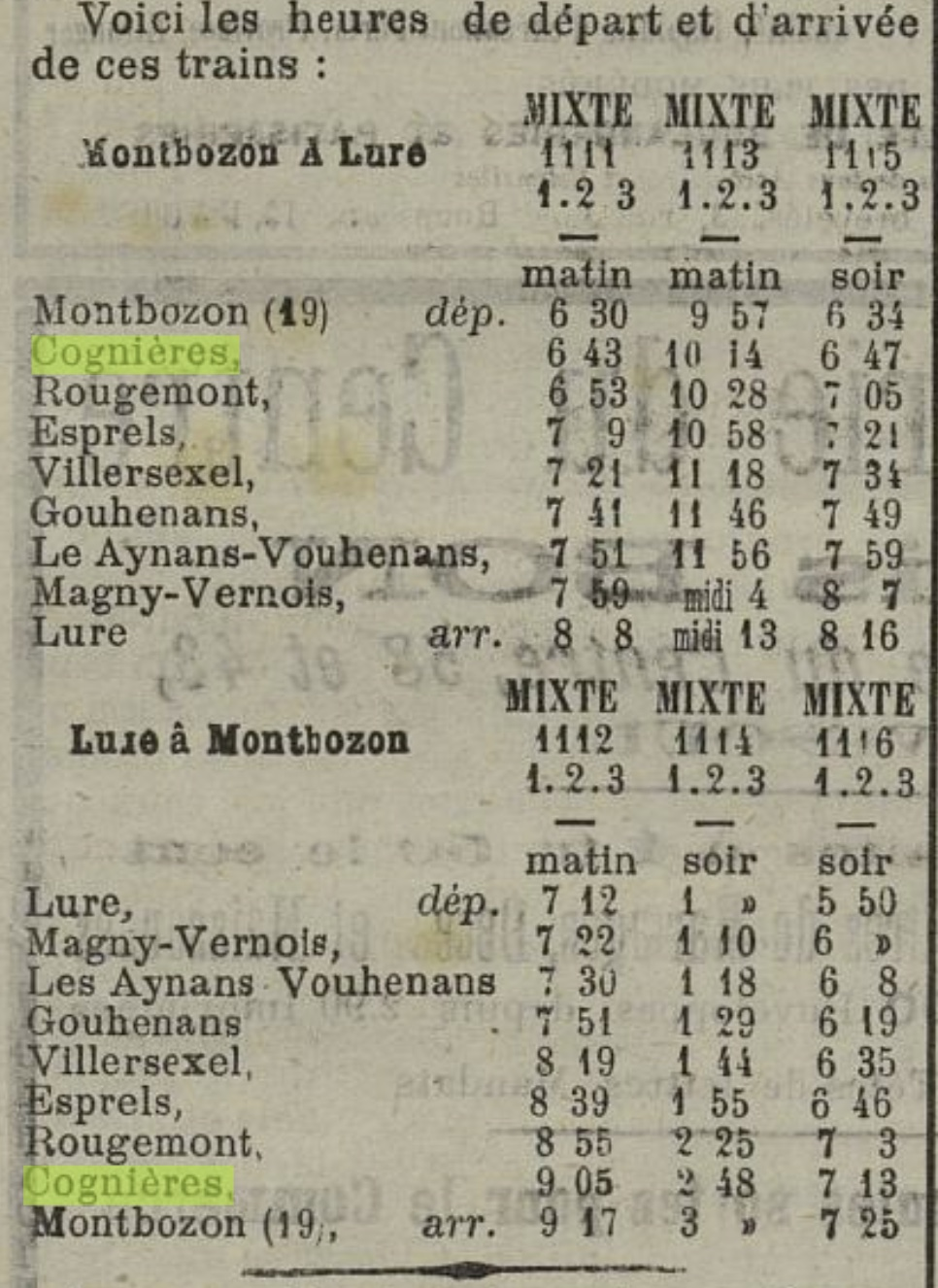
Horaires des trains

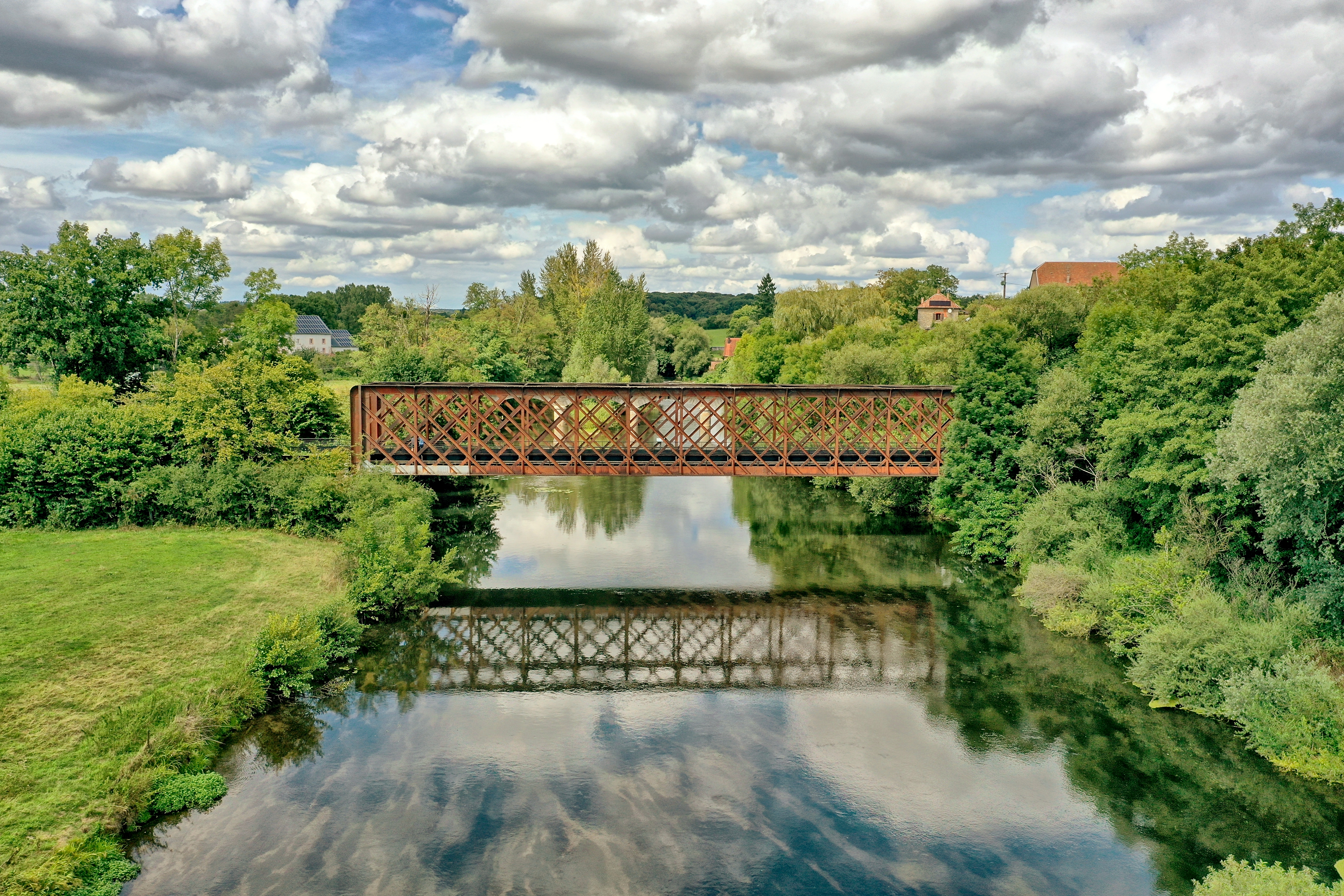
Le pont sur l'Ognon  à Montferney (commune de Rougemont).
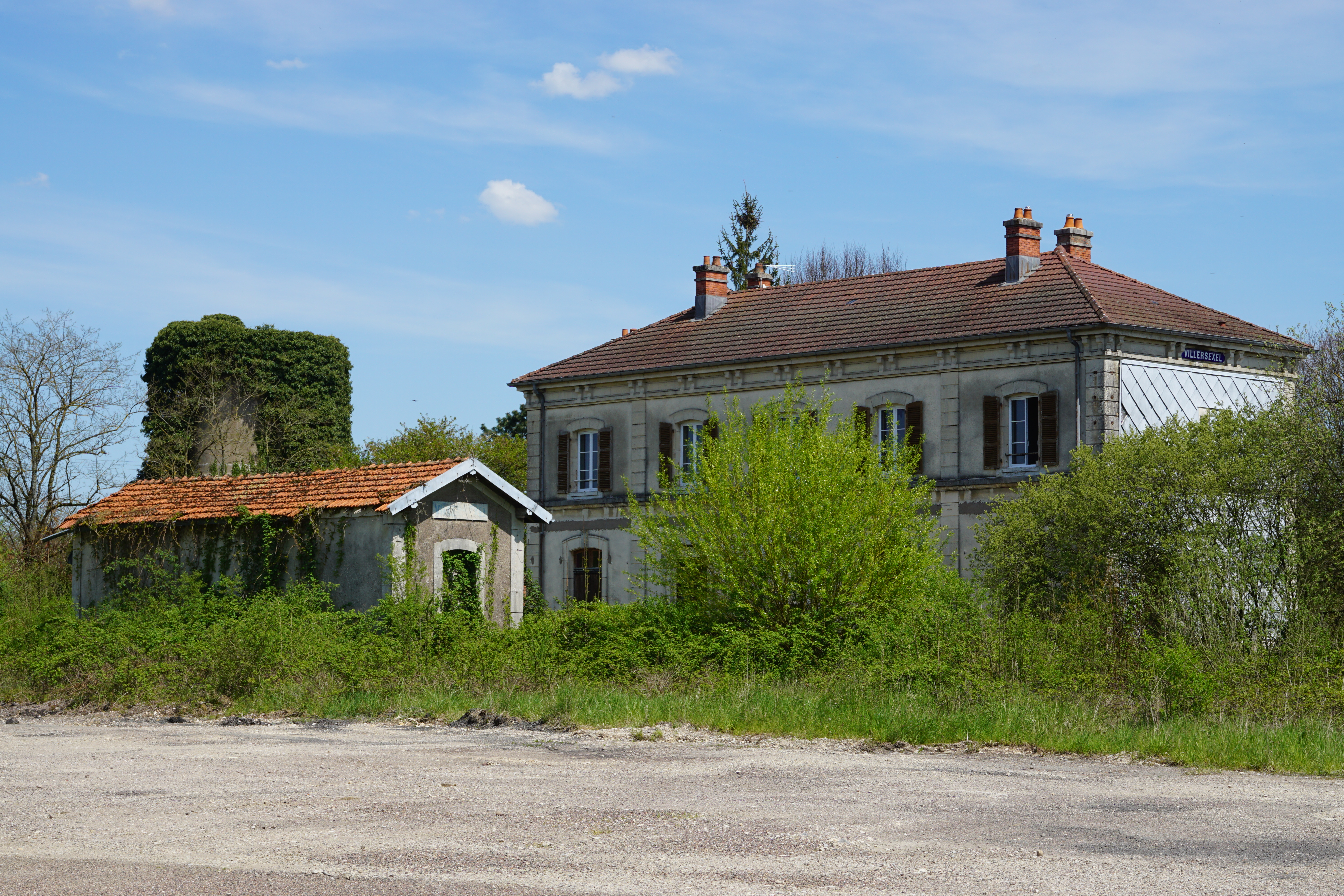
La gare de Villersexel.
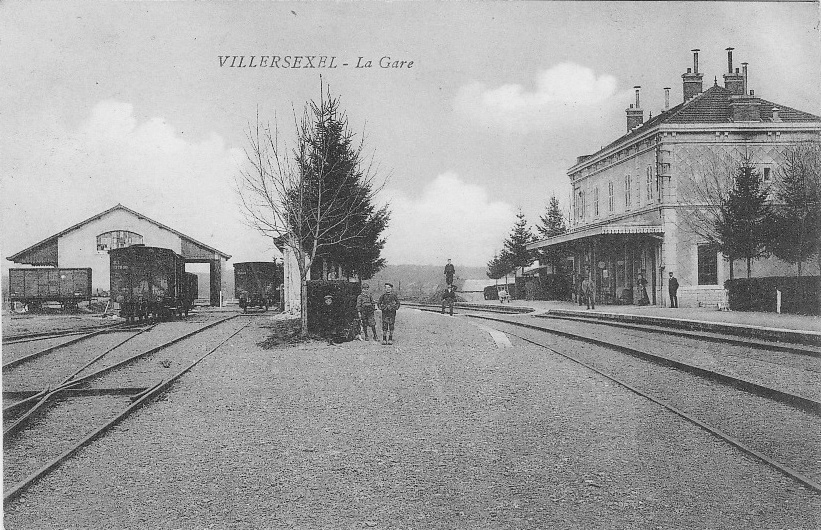
Même gare en activité.
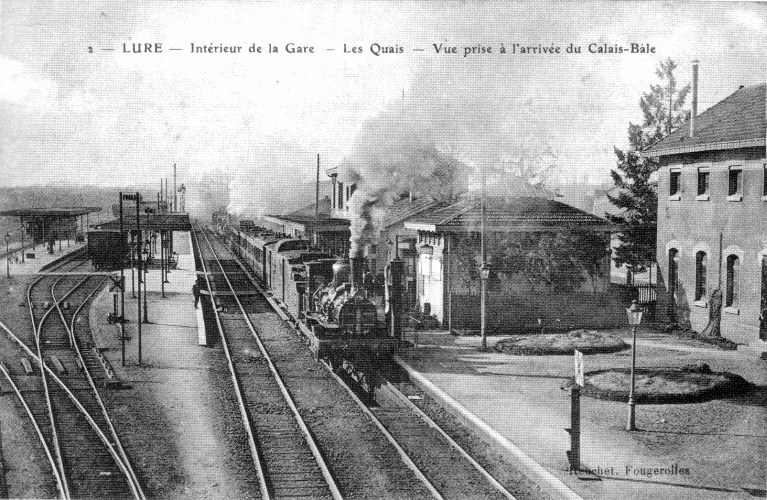
La gare de Lure.

La section entre Lure et Villersexel a été rouverte aux marchandises en février 2009 pour alimenter la base travaux de la LGV Rhin-Rhône en matériaux. Les travaux de réhabilitation et la construction d'un raccord de près de 6 km vers la LGV ont coûté 10 millions d'euros ; ils devraient permettre d'éviter le trafic de 1 000 camions par jour,.
La pérennisation d'une partie de la ligne avait été envisagée pour le transit des TGV Lorraine-Méditerranée, afin de raccorder la ligne de Blainville - Damelevières à Lure à la LGV Rhin-Rhône. Finalement, la partie de la ligne aménagée entre le tracé initial et la LGV via la base travaux fut transformée en route départementale pour contourner la ville de Villersexel et le transit des passagers en provenance de la Lorraine vers les régions de la Méditerranée se fera via la gare TGV de Belfort-Montbéliard à l'ouverture au trafic passager de la ligne de Belfort à Delle en 2016.
Le 12 septembre 2012, l'importance du projet a été réaffirmée auprès du Président de la République, par un courrier signé par un nombre considérables d'élus locaux, depuis Thionville jusqu'à Belfort et la Haute-Saône .
La section entre Villersexel et Bonnal, longue de 8,7 km a été transformée en 2015 en voie verte par la communauté de communes du Pays de Villersexel. En juin 2019 doit être inauguré le prolongement de cette voie verte de Villersexel à Lure, dont les travaux sont quasiment terminés (mai 2019).

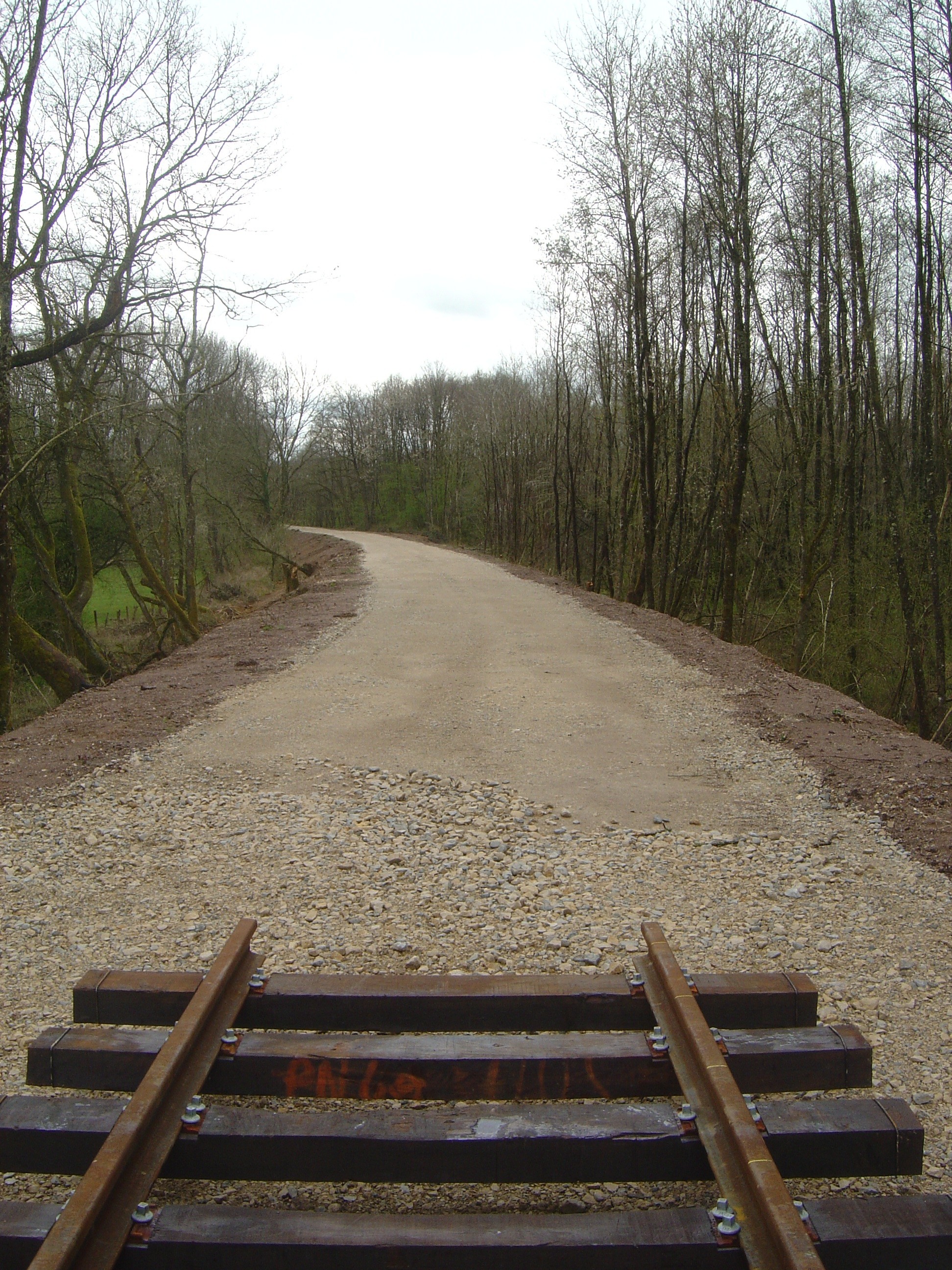
Travaux en avril 2008.
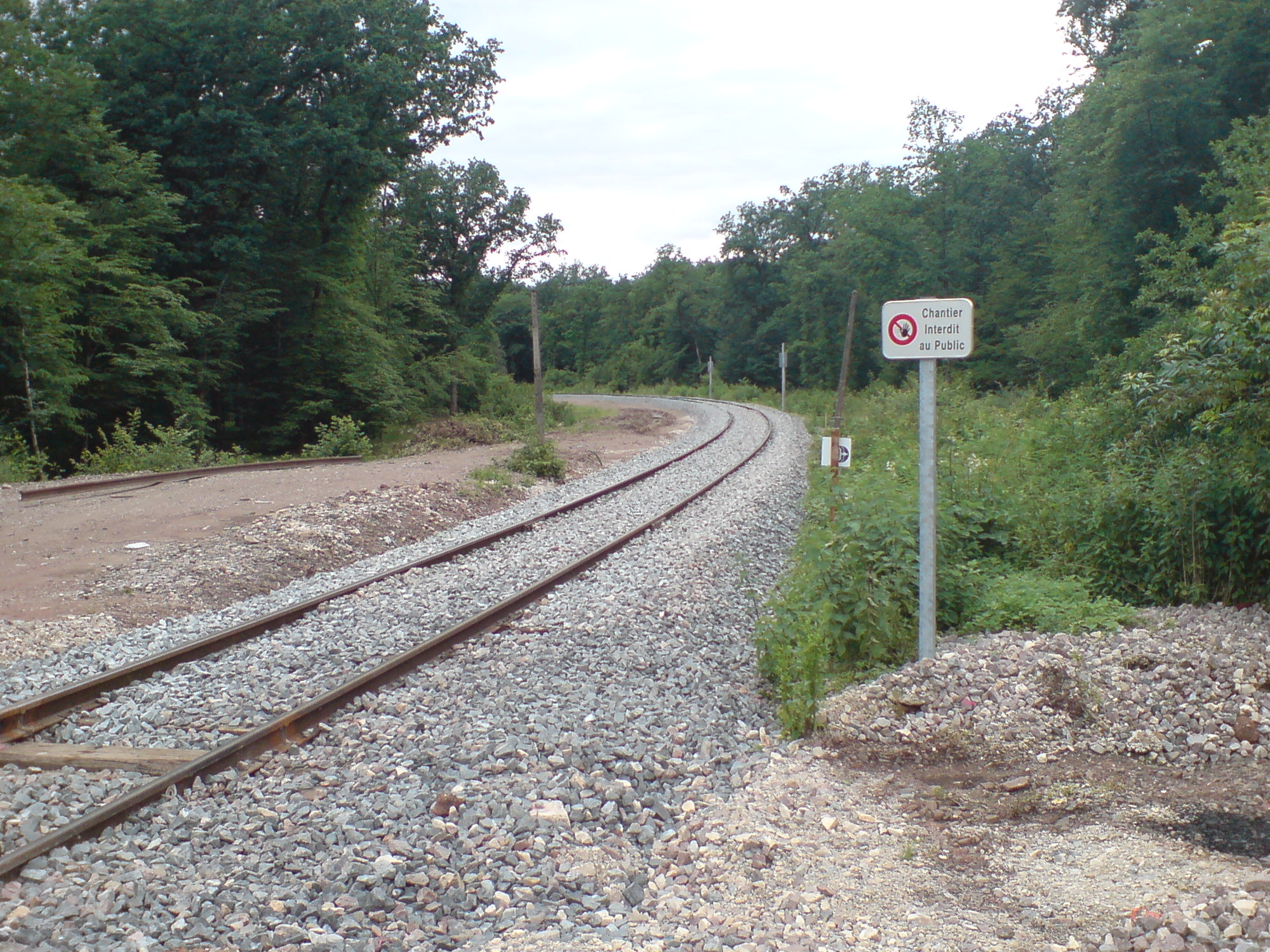
L'amorce de la ligne au départ de la gare de Lure, réhabilitée à l'occasion des travaux de construction de la première phase de la branche Est de la LGV Rhin-Rhône.
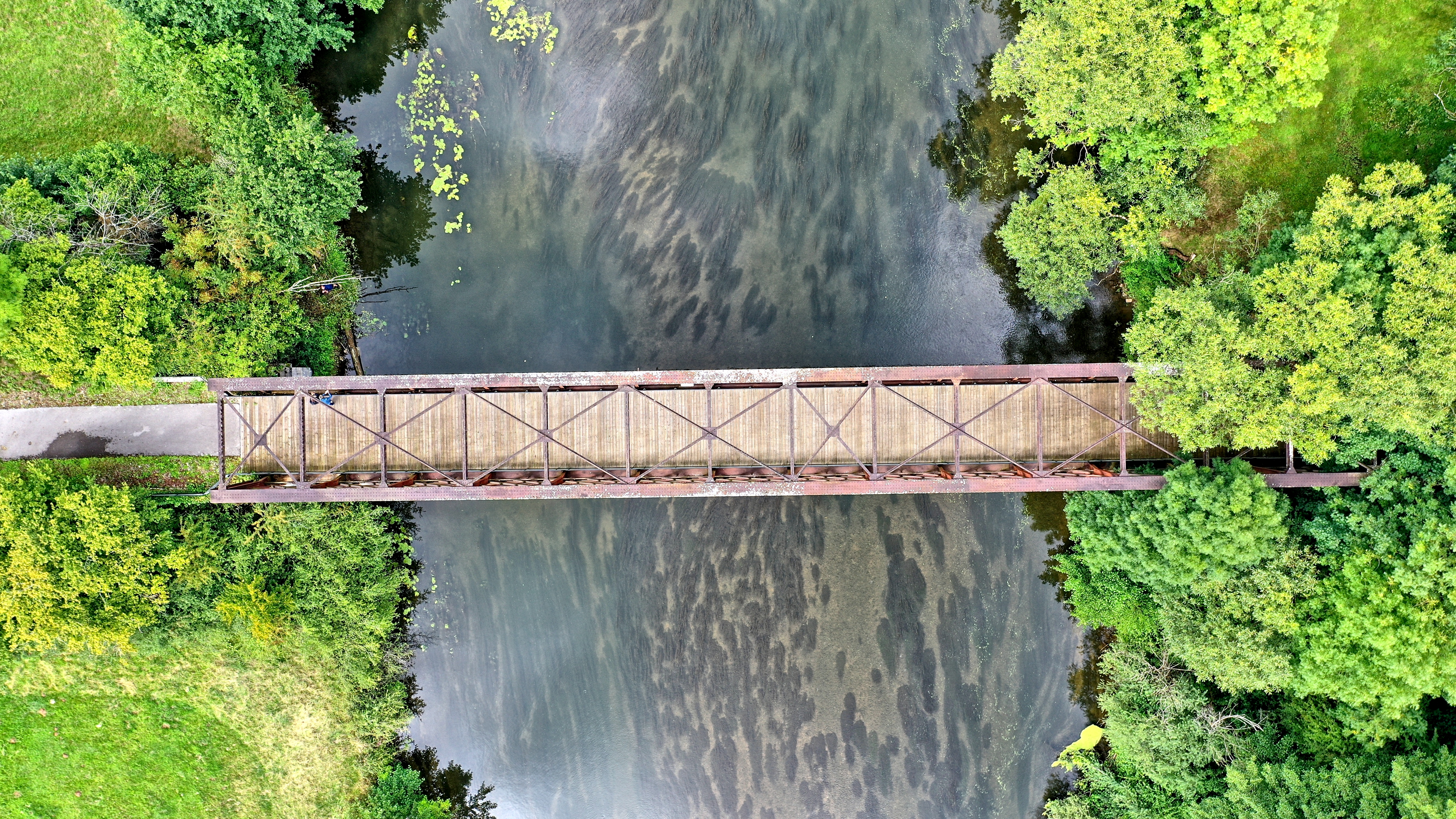
Le pont sur L'Ognon transformé en voie verte.